# Асфальтосмолопарафиновые отложения
Асфальтосмолопарафиновые отложения (АСПО) (англ. Heavy oil deposites, asphaltene sediments) — тяжелые компоненты нефти, отлагающиеся на внутренней поверхности нефтепромыслового оборудования и затрудняющие его добычу, транспорт и хранение.

## Содержание
Содержание компонентов, способных к выпадению в виде АСПО, в нефти зависит от термобарических условий и химического состава нефти. Ориентировочно нефть может содержать следующее количество данных компонентов  
- при температурах 20-90°С — 1-2 % масс;
- при температурах менее 20 °C — 2-15 % масс.

## Состав dimuroda
- Конденсированных парафино-нафтеновых углеводородов в АСПО — 30-95 % масс.;
- Смолисто-асфальтеновых веществ (САВ) в АСПО — 5-70 % масс.;
- Механических примесей в АСПО - до 30% масс.;
- Связанная нефть в АСПО - до 50 % масс.

## Механизм образования
Асфальтосмолопарафиновые отложения, осаждающиеся на металлических поверхностях промыслового оборудования, препятствуют добычи нефти и осложняют эксплуатацию нефтепромыслового оборудования. Основными компонентами АСПО являются парафино-нафтеновые и реже парафино-нафтено-ароматические углеводороды, конденсированные в асфальтеновых кластерах, образующие в присутствие смол асфальтеновые коллоиды. Асфальтеновые ассоциаты существенно влияют на парафинизацию скважин, так как с одной стороны не позволяют парафино-нафтенам кристаллизоваться и выпадать из потока, а с другой стороны сами являются инициаторами парафинизации, образуя крупные ассоциаты, которые затем коагулируют и выпадают на поверхности труб. 

АСПО, осаждающиеся на внутренней поверхности магистральных трубопроводов, часто имеют отличный компонентный состав и кристаллическую структуру. Это связано с тем, что при температурах ниже 20˚С начинается дезактивация САВ как поверхностно-активных веществ и все парафино-нафтеновые углеводороды, которые при более высоких температурах были связаны смолисто-асфальтеновой оболочкой и имели собственные температуры кристаллизации выше 20˚С, начинают выпадать, вызывая тем самым обвальную парафинизацию трубопроводов.

## Способы предотвращения
1. Ингибирование с помощью химических реагентов (ингибитор АСПО)
2. Антиадгезионные покрытия внутренней поверхности технологического оборудования

## Способы очистки от накипи
1. Запуск скребков
2. Промывка горячими теплоносителями
3. Промывка углеводородными растворителями
4. Микроволновая и ультразвуковая обработка
5. Точечный нагрев

## Способы прогнозирования
1. По содержанию парафинов в нефтях (относительное откл. 50 %)
2. По показателю преломления нефтей (относительное откл. 20 %)
3. Путём комплексного исследования физико-химических свойств (относительное откл. менее 10 %)[4]